# القحفة (العدين)

تعديل مصدري - تعديل

القحفة محلة تابعة لقرية الشرقي، التابعة لعزلة بني زهير بمديرية العدين إحدى مديريات محافظة إب في الجمهورية اليمنية.، بلغ تعداد سكانها 85 حسب تعداد اليمن لعام 2004.